# La Martinière jeunesse
Pour les articles homonymes, voir La Martinière.
 (février 2025).
Les Éditions de La Martinière jeunesse sont nées en 1995 à l’initiative de Béatrice Decroix avec des collections pour adolescents. Mais aussi des albums pour les plus petits, des bandes dessinées premières lectures et des livres souvenirs à remplir en famille.
Avec les Éditions du Sorbier, rachetées en 1998, elles forment le département jeunesse de La Martinière Groupe. 
Béatrice Decroix quitte la société en janvier 2017 dans un contexte social agité.  